# Kurt Westergaard
Kurt Westergaard (Døstrup, 13 de julio de 1935-Copenhague, 14 de julio de 2021) fue un caricaturista danés conocido por el haber sido el autor de una viñeta en donde aparece Mahoma llevando una bomba en su turbante, que se hizo  polémica por la reacción contraria de algunos creyentes musulmanes, tanto de países con población musulmana mayoritaria, como de países occidentales. Esta caricatura fue la más controvertida de las doce publicadas por el periódico danés Jyllands-Posten en 2006. 
Desde la publicación de las caricaturas, Westergaard recibió numerosas amenazas de muerte, figuró en listas de objetivos de Al Qaeda y fue blanco de varios intentos de asesinato. Como resultado, Westergaard contó con constante protección policial.

## Últimos años y muerte
Westergaard en los últimos años sufría serios quebrantos de salud, falleciendo el 14 de julio del 2021, a los 86 años después de sufrir una larga enfermedad, rodeado de su familia.